# دنیس شربان
دنیس شربان (انگلیسی: Dennis Șerban؛ زادهٔ ۵ ژانویهٔ ۱۹۷۶) بازیکن سابق فوتبال اهل رومانی است.
وی همچنین در تیم ملی فوتبال رومانی بازی کرده‌است.